# Dólar rodesiano
El dólar fue la moneda de la República de Rodesia desde el año 1970 hasta el año 1980. Se subdividía en cien centavos.

## Historia
El dólar se introdujo el 17 de febrero de 1970, menos de un mes antes de la declaración de la república el 2 de marzo de 1970. Sustituyó a la libra rodesiana, a razón de 2 dólares = 1 libra. El dólar resultó ser una moneda fuerte, ya que tuvo paridad con la libra esterlina hasta el final de Rhodesia en 1980, cuando fue reemplazado por el dólar de Zimbabue a la par. Sin embargo, el dólar de Rhodesia nunca fue una moneda totalmente convertible y su tasa de cambio no fue tanto una indicación de la economía subyacente.

## Media Libra
Al adoptar el dólar rodesiano, Rhodesia siguió el patrón de Sudáfrica, Australia y Nueva Zelanda en que cuando se adoptó el sistema decimal, se decidió utilizar la unidad de media libra a diferencia de la unidad de libra en las cuentas. La elección de nombrar a sus unidades monetarias con el nombre "dólar" fue motivada por el hecho de que la reducción del valor de las nuevas unidades monetarias de los países antes citados se ajustaba más al valor del dólar estadounidense que al de la libra esterlina.

## Monedas
El 17 de febrero se introdujo el dólar rodesiano, que tuvo paridad respecto a la moneda del Reino Unido. Se siguieron usando las mismas monedas de la libra rodesiana (que además de tener sus valores en peniques y chelines, poseían su denominación también en centavos) y se agregaron monedas de bronce de ½, 1 centavo, y monedas de 2½ centavos acuñadas en cuproníquel. En 1975 se agregó una nueva moneda de cinco centavos, luego, en ese mismo año, se agregarían nuevas monedas de  10, 20 y 25 centavos. Las monedas se emitieron hasta 1977.
| Denominación | Emisión | Material     | Forma    |
| ------------ | ------- | ------------ | -------- |
| ½ centavo    | 1970    | Bronce       | Circular |
| 1 centavo    | 1970    | Bronce       | Circular |
| 2½ centavos  | 1970    | Cupro-Níquel | Circular |
| 5 centavos   | 1975    | Cupro-Níquel | Circular |
| 10 centavos  | 1975    | Cupro-Níquel | Circular |
| 20 centavos  | 1975    | Cupro-Níquel | Circular |
| 25 centavos  | 1975    | Cupro-Níquel | Circular |

## Billetes
En el año 1970 el Banco de Reserva de Rodesia introdujo a la circulación billetes en denominaciones de 1, 2 y 10 dólares. Dos años después se agregaría para completar la serie el billete con la denominación de 5 dólares.